# Piotr Michalski (piłkarz wodny)
Piotr Michalski (ur. 1991) – polski waterpolista, zawodnik ŁSTW Łódź oraz kadry narodowej seniorów w piłce wodnej. Trzykrotny najlepszy strzelec Mistrzostw Polski w piłce wodnej mężczyzn (2016, 2017, 2019) oraz wielokrotny medalista Mistrzostw Polski w piłce wodnej mężczyzn. Akademicki Mistrz Europy w piłce wodnej z drużyną Politechniki Łódzkiej.